# Natasha Nice

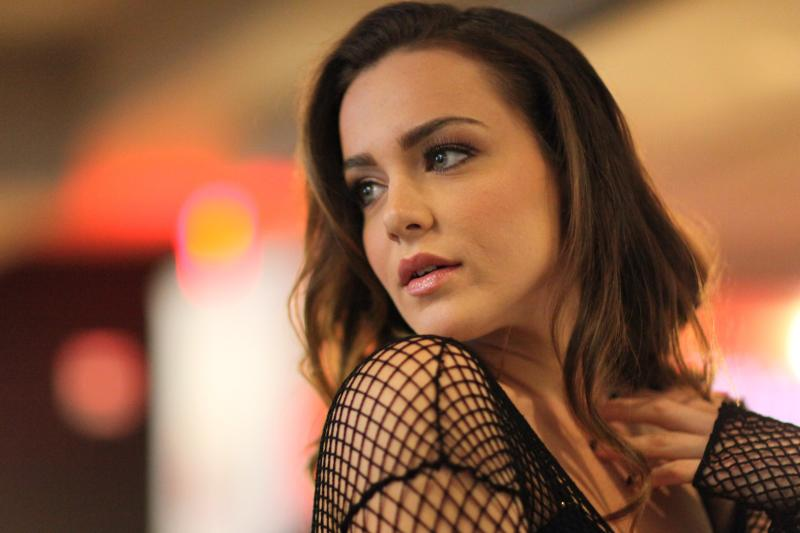
Natasha Nice, 2012

Natasha Nice (* 28. Juli 1988 in Fontenay-sous-Bois) ist eine französisch-amerikanische Pornodarstellerin.

## Werdegang
Natasha Nice zog im Alter von drei Jahren mit ihrer Mutter und zwei älteren Schwestern von Frankreich in die Vereinigten Staaten, wo sie eine private französische Schule besuchte und abschloss.
In den einschlägigen Filmdatenbanken wie der Internet Movie Database wird Nice mit Beiträgen ab 2006 geführt. Für ihr Schaffen erhielt sie bei AVN Awards ab 2008 wenigstens vier personenbezogene Nominierungen sowie drei für Szenen mit anderen Darstellern. Neben dem Gewinn des XBIZ Award 2019 als Web Star of the Year erhielt Nice 2022 bei dem XRCO Award auch eine Auszeichnung als Unsung Siren. Zudem war sie Penthouse Pet im Dezember 2011.
Beim Film Model Time 3 (2020) war Natasha Nice neben Shiri Allwood, Jenna Foxx und Sinn Sagean an der Regie sowie neben Shiri Allwood, Jenna Foxx und Sinn Sagean auch am Drehbuch beteiligt, wobei die Prozentin Bree Mills die Idee für den Film hatte. Natasha Nice, Shiri Allwood, Jenna Foxx und Sinn Sagean waren auch Darstellerinnen im Film.

## Filmografie (Auswahl)
- 2007: Big Wet Tits 4
- 2007: Boob Bangers 4
- 2007: It’s a Mommy Thing! 2
- 2007: Jack's POV 8 und 10
- 2007: POV Pervert 8
- 2010: POV Jugg Fuckers 3
- 2012: Suck It Dry 10
- 2012–2019: Women Seeking Women 87, 165
- 2014: Austin Powers XXX: A Porn Parody
- 2016: The Art of Anal Sex 2
- 2016: Big Wet Tits 15
- 2017: Big Wet Interracial Tits 2
- 2017: Black & White 8
- 2022: Tushy Raw 38
- 2022: Tonight’s Girlfriend 113

## Auszeichnungen und Nominierungen
(nur personenbezogen)

### Auszeichnungen
- XBIZ Award 2019: Web Star of the Year[7]
- XRCO Award 2022: Unsung Siren

### Nominierungen
- AVN Award 2008: Best New Starlet
- AVN Award 2012: Best Actress (für Dear Abby)
- AVN Award 2013: Best Actress (für Love Is a... Dangerous Game)
- AVN Award 2023: MILF Performer of the Year